# R. Narasimhan
R. Narasimhan (Rangaswamy Narasimhan; * 17. April 1926 in Chennai; † 3. September 2007 in Bengaluru) war ein indischer Informatiker und Computerpionier in Indien.

## Leben
Narasimhan studierte am College of Engineering, Guindy (CEG), der Universität Madras und am Caltech (Master-Abschluss in Elektrotechnik) und wurde an der Indiana University in Mathematik promoviert. Ab 1954 war er auf Einladung von Homi J. Bhabha an der Entwicklung des ersten indischen Computers am Tata Institute of Fundamental Research beteiligt. Er wurde 1959 in Betrieb genommen (Tata Institute of Fundamental Research Automatic Calculator, TIFRAC).
1961 bis 1964 war er an der University of Illinois at Urbana-Champaign und baute danach am Tata Institut ein nationales indisches Software-Zentrum auf (National Centre for Software Technology, ab 2003 aufgegangen im Centre for Development of Advanced Computing, C-DAC). In den 1960er Jahren leitete er ein staatliches Komitee, das Wege für mehr nationale Unabhängigkeit auf dem Computer-Sektor aufzeigen sollte. Das führte zur Gründung der staatlichen indischen Computerfirma CMC Limited (Computer Maintainance Corporation) 1977, die die Unterhaltung von Computern von IBM und anderen ausländischen Firmen übernahm und 2001 von der Tata-Gruppe (Tata Consultancy Services) übernommen wurde. Narasimhan war  Gründungsdirektor von CMC und blieb mit der Firma auch nach Übernahme durch die Tata-Gruppe verbunden. 1990 ging er am Tata Institut in den Ruhestand.
Er forschte über Künstliche Intelligenz, wobei er das Erlernen der Sprache bei Kindern als Untersuchungsobjekt nahm. In den 1960er Jahren studierte er auch Mustererkennung beim Computer-Sehen.

## Auszeichnungen (Auswahl)
1977 erhielt er den Padma Shri. 

## Mitgliedschaften
1964 gründete er die Computer Society of India und war bis 1969 deren Gründungspräsident. Seit 1975 war Rangaswamy Narasimhan gewähltes Mitglied der Indian National Science Academy.

## Schriften
- Modeling Language Behaviour, Springer 1981
- Language Behaviour: Acquisition and Evolutionary History, Sage Publ. 1998
- Characterising Literacy: A Study of Western and Indian Literacy Experiences, Sage Publ. 2004
- Artificial Intelligence and the Study of Agentive Behaviour, Tata-McGraw Hill 2004